# Sfenocasma
Lo sfenocasma è un termine specifico della geologia derivante dal greco sphen, "punta" o "cuneo", e chasma, "apertura" o "rottura", col significato quindi di "apertura a cuneo". È utilizzato, nell'ambito delle modificazioni connesse alla teoria della tettonica delle placche, per indicare il fenomeno per cui un'area oceanica di forma genericamente triangolare si apre in seguito all'allontanamento di due bordi della litosfera continentale. I due blocchi continentali tendono a ruotare e a convergere intorno a un punto comune mentre fra di essi può generarsi della nuova litosfera oceanica.
I margini continentali dello sfenocasma sono talora descritti come le due lame di una forbice. Così, ad esempio, lo sfenocasma ligure è un'area oceanica delimitata a nord dal margine meridionale della placca europea e a est dal margine occidentale della placca sardo-corsa che, facendo perno sul golfo di Genova, hanno prodotto nuova crosta oceanica ruotando di circa 35° in senso antiorario la posizione della microplacca sardo-corsa, originariamente collocata lungo la costa franco-iberica. Un altro noto sfenocasma è quello che ha dato origine al Woodlark Basin, all'estremità orientale della Papua Nuova Guinea.